# Agathiopsis benedicta
Agathiopsis benedicta là một loài bướm đêm trong họ Geometridae.